# Saint-Aubin-le-Vertueux
Saint-Aubin-le-Vertueux era una comuna francesa que estaba situada en el departamento de Eure, de la región de Normandía que el 1 de enero de 2019 pasó a formar parte de la comuna nueva de Treis-Sants-en-Ouche como comuna delegada.

## Demografía
| Gráfica de evolución demográfica de Saint-Aubin-le-Vertueux entre 1800 y 2016 |
|                                                                               |

Los datos demográficos contemplados en este gráfico de la comuna de Saint-Aubin-le-Vertueux se han cogido de 1800 a 1999 de la página francesa EHESS/Cassini, y los demás datos de la página del INSEE.